# Košava
Der Košava (ausgespr: Koschawa) ist ein kalter Wind in der Gegend des Eisernen Tors (Donaudurchbruch in den Banater Bergen zwischen Serbien und Rumänien), der sich auch stürmisch entwickeln kann. Er weht meist aus Ost bis Südost und entsteht infolge der Düsenwirkung des Tales beim Eisernen Tor und kann sich von Banat bis zur Stadt Niš im zentralen Serbien auswirken. 
Der Košava führt oft Schnee aus Russland heran.